# Беккер, Джейсон
Джейсон Беккер (англ. Jason Becker; род. 22 июля 1969) — американский рок-музыкант в жанре неоклассического металла, гитарист-виртуоз. Беккер страдает редкой болезнью — боковым амиотрофическим склерозом. Из-за болезни Беккер не может двигаться, разговаривать, самостоятельно принимать пищу.

## Биография
Отец Джейсона -- Гарри Беккер -- играл на классической гитаре, а дядя Рон исполнял блюз. Уже в 5 лет Джейсон начинает осваивать гитару.
К шестому классу Беккер получает свою первую электрогитару. В школе Джейсон находится под большим впечатлением от творчества Андреса Сеговии, Фернандо Сора и других классических гитаристов. С возрастом приходят и новые увлечения: Джефф Бек, Джими Хендрикс, Стиви Рэй Вон и группа Стива Морса. Он стал изучать Баха, Моцарта и Антонио Вивальди.
В шестнадцать лет Джейсон встречает Марти Фридмана. Он был впечатлен музыкальными способностями Беккера и пригласил его в проект, получивший название Cacophony.
«Speed Metal Symphony» был выпущен на студии Shrapnel Records, специализирующейся на выпуске записей гитаристов-виртуозов. Далее следует работа над вторым альбомом «Go Off!», на котором уже большинство музыки было сочинено Джейсоном. В турне, организованном лейблом, Cacophony гастролировала в Японии и США.
В свободное от группы время Марти и Джейсон работают над сольным творчеством. В 1988 году Джейсон выпускает альбом «Perpetual Burn». Некоторые соло на альбоме «Perpetual Burn» были сочинены и записаны Марти Фридманом. Джейсон принимал участие в записи «Dragon’s Kiss», первого сольного альбома Марти.
В 1989 году развитие Cacophony подходит к концу. Марти и Джейсон берутся за свои личные музыкальные проекты.
Джейсон продолжает сотрудничество со Shrapnel Rec. и знакомится с Ричи Котценом и Грегом Хоу. С Котценом Джейсона связывала крепкая дружба, начало которой было положено ещё с совместного джема, организованного в доме Майка Уорни. Позже Джейсон совместно с Майком продюсирует дебютный альбом Ричи, выпущенный Shrapnel Rec. в 1989 году.
В композиции Хоу «Party Favors» первым идёт соло Грега Хоу, третьим соло Джейсона, а между ними — импровизации самого Майка Уорни.
В результате прослушивания Джейсон Беккер стал новым гитаристом Дэвида Ли Рота. Чуть позже, в 1990 году по итогам читательского голосования Беккер получает титул лучшего нового гитариста по версии журнала «Guitar Magazine».
Для записи альбома «A Lil' Ain’t Enough» команда Ли Рота перебирается в Канаду, в Ванкувер, и музыканты целиком включаются в работу.

## Болезнь
За полгода до прослушивания у Ли Рота, майской ночью 1989 года Джейсон проснулся от сильной судороги в левой ноге, но особого внимания случаю не придал, так как болезненные ощущения бывали и раньше. Однако на этот раз боль не прошла и на следующее утро. Вскоре Cacophony отправилась в последнее турне по Штатам, после которого Джейсон Беккер с сольной программой выступал в Японии, в это время боль в ноге усиливалась. В ноябре, когда Джейсон приехал в Лос-Анджелес, он решил пройти обследование. В медицинском центре провели исследования, по результатам которых Джейсону был поставлен диагноз — боковой амиотрофический склероз — болезнь Лу Герига. По прогнозам врачей, Джейсону оставалось жить не более пяти лет.
Хотя работа над альбомом далась Беккеру чрезвычайно тяжело, он завершает запись. Ему приходится бесчисленное множество раз переигрывать партии, уменьшая калибр струн. В группе никто не знал о недуге, поразившем музыканта, за исключением второго гитариста Стива Хантера, который по мере сил и возможностей помогал Джейсону, о чём Беккер впоследствии вспоминал с искренней благодарностью и теплотой.
Свой двадцать первый день рождения Джейсон Беккер провёл в постели. В январе 1991 года он в компании друзей записывает кавер-версию композиции Боба Дилана «Meet Me in the Morning» для выходящего под лейблом гитарной студии сборника. Запись прошла в довольно нервозном состоянии, так как руки Беккера при игре дрожали, плохо слушались хозяина (так, вместо пальцев все вибрато пришлось исполнять при помощи рычага).
В том же году по инициативе друзей и при поддержке музыкального журнала Guitar For The Practicing Musician и лично Майка Уорни был организован и проведён благотворительный концерт для оказания финансовой помощи борющемуся с заболеванием Лу Герига гитаристу-виртуозу. Мероприятие прошло довольно удачно. Концерт с композицией «The Boys are Back in Town» открывали Алекс Сколник, Тони Мак-Альпин, Стю Хэмм, барабанщик Атма Анур и Ричи Котцен. Множество композиций сыграл Стив Хантер со своей группой, Джордж Линч, Джефф Скотт Сото, Закк Уайлд. Джефф Уотсон отыграл акустический сет и при поддержке Стива Лукатера, Уорена ди Мартини, Брюса Кулика, Стю Хэмма и Джонатана Моу исполнил «Little Wing» и «Crossroads».
В дальнейшем гитаристу становилось только хуже. Он принимает решение уйти из группы. Джейсон возвращается домой, а его отец Гарри Беккер бросает работу и переезжает к сыну, чтобы заботиться о нём.
В 1996 году Беккер выпустил альбом под названием «Perspective», композиции в котором сочинил сам (за исключением песни Боба Дилана «Meet Me in the Morning»). Написание музыки было начато до наступления критических последствий болезни. Используя гитару, а потом, когда он не мог использовать обе руки, клавиатуру, он продолжал сочинять, пока его болезнь развивалась. Когда Беккер больше не мог физически играть даже на клавиатуре, его друг и музыкальный продюсер Майк Бемесдерфер помог ему в создании музыкальной компьютерной программы, которая читает движения его головы и глаз, позволяя Беккеру продолжать сочинять.

## Джейсон Беккер сегодня
20 августа 2010 года Беккер заявил, что рассматривает возможность выпуска альбома, записанного им в подростковом возрасте. Альбом был выпущен в 2012 году под названием «Boy Meets Guitar».
В январе 2012 года гитаристы Джефф Лумис и Крис Бродерик в знак уважения подарили Джейсону по одной из своих памятных гитар.
В октябре 2016 года Беккер начал кампанию по финансированию альбома, который первоначально был рассчитан на выпуск в июле 2017 года. Кампания собрала более 100 000 долларов. Релиз альбома «Triumphant Hearts» запланирован на 07 декабря 2018 года.
Джейсон может общаться при помощи специальной доски с буквами, на которые он указывает взглядом. Болезнь не влияет на чувства Беккера — способность видеть, слышать, на возможность воспринимать запахи, вкус и чувствовать прикосновения.

## Дискография

### Cacophony
- Speed Metal Symphony (1987) (Shrapnel);
- Go Off! (1988) (Shrapnel).

### David Lee Roth
- A Little Ain’t Enough (1991) (Warner Bros.).

### Solo
- Perpetual Burn (1988) (Shrapnel);
- Perspective (1996) (Shrapnel);
- The Raspberry Jams (1999) (Shrapnel);
- The Blackberry Jams (2003) (Shrapnel);
- Collection (2008) (Shrapnel);
- Boy Meets Guitar. Volume 1 of the Youngster Tapes (2012) (Jason Becker Music);
- Triumphant Hearts (2018) (Music Theories).

### Tributes
- Warmth in the Wilderness — A Tribute to Jason Becker (2001) (Lion Music);
- Warmth in the Wilderness Vol. 2 — A Tribute to Jason Becker (2002) (Lion Music);
- Jason Becker's Not Dead Yet! (Live in Haarlem) (2012) (Primal Events).

## Фильмы
В 2012 году режиссером Джесси Вайлом был снят полнометражный документальный фильм о жизни Джейсона Беккера под названием «Джейсон Беккер: Еще живой». Фильм включает интервью с Беккером, его семьей и друзьями, а также с различными музыкантами, с которыми он работал.